# Joseph Eduard Wessely
Joseph Eduard Wessely, född den 8 maj 1826 i Böhmen, död den 17 mars 1895, var en tysk konsthistoriker.
Wessely blev 1850 romersk-katolsk ordenspräst, övergick 1866 till evangeliska läran och blev 1878 museiinspektor i Braunschweig. Han utförde raderingar och skrev ett antal böcker. 
Bland dem kan nämnas Iconographie Gottes und der Heiligen (1874), Anleìtung zur Kenntniss und zum Sammeln der Werke des Kunstdruckes (1876), Die Gestalten des Todes und des Teufels in der darstellenden Kunst (1876; "Dödens och djefvulens gestalter i den bildande konsten", 1877), Löse Blätter aus der Culturgeschichte (1882), Geschichte der graphischen Künste (1891) med flera.